# Hesthesis bizonatus
Hesthesis bizonatus är en skalbaggsart som beskrevs av Newman 1840. Hesthesis bizonatus ingår i släktet Hesthesis och familjen långhorningar. Inga underarter finns listade i Catalogue of Life.